# Нехочи
Нехочи — деревня в Хвастовичском районе Калужской области. Административный центр сельского поселения «Деревня Нехочи».

## История
В выписи из писцовых книг на вотчины «Свинскаго» монастыря в Брянском уезде от 7 апреля 1595 года упомянуты в числе прочих и Нехочи на речке на Полонке а в деревне 7 дворов.

Д. Нехочи на речке на Полонке, а в ней крестьянъ: во дв. Иванко Ивановъ да сын его Михалко, во дв. Павликъ да Иванко Корнеевы, во дв. Дениско Сидоровъ, во дв. Савки Ивановъ, во дв. Иванко Яковлевъ да сынъ его Куприкъ, во дв. Никифорко Сидоровъ. да без пашни: во дв. Куземка Ивановъ. пашни паханые и наездние. худые земли 40 ч. въ поле, а въ дву потому жъ; сена на дубровъ на новоселках 60 к. Лесу черног зъ бортными угожьи до Карачевского рубежа да бору въ длинну на 8 в. а поперегъ отъ речьки отъ Лоховы на 4 в. — Шумаков, С. А. Сотницы (1537—1597 гг.), грамоты и записи (1561—1696 гг.)
В Списке селений уездов Севского разряда на 1678 год среди прочих и Нехочи (Нехочь) относятся к Брянскому уезду, Волости Ботоговской. В «Списке населённых мест Калужской губернии по данным 1859 года» Нехочи упомянута как казённая деревня при ручье Стайне, в которой насчитывалось 185 дворов и 1574 жителей. После реформ 1861 года деревня вошла в Подбужскую волость Жиздринского уезда. По данным на 1880 год в ней в 287 дворах проживало 1850 человек, имелись школа, лавка и постоялый двор.

## Население
| 2002 | 2010 |
| ---- | ---- |
| 326  | ↘272 |